# RS-25
De RS-25 is een vloeibarebrandstofraketmotor die als brandstof vloeibare waterstof en als oxidator vloeibare zuurstof gebruikt. Eerder stond de RS-25 vooral bekend als de Space Shuttle Main Engines (SSME's, vrij vertaald: hoofdmotoren van het ruimteveer) De RS-25 werd door Rocketdyne (nu Aerojet Rocketdyne) gefabriceerd, en gedurende 30 jaar zaten er drie RS-25 op de Space Shuttles als herbruikbare hoofdmotoren. 16 van de 19 overgebleven RS-25 uit het Spaceshuttleprogramma zijn na beëindiging van het Spaceshuttleprogramma aangepast om als niet herbruikbare hoofdmotoren van het Space Launch System, dat er vier stuks per vlucht gebruikt, te functioneren. En een nieuwe uitvoering voor wanneer deze zijn opgebruikt is in ontwikkeling.

## RS-25 voor de Space Shuttle
Elke lancering van het ruimteveer in een lage omloopbaan werd voortgestuwd door drie van de negentien SSME's die gebruikt werden door NASA's Space Shuttleprogramma. Voor industriële doeleinden wordt de SSME ook wel RS-25 genoemd.
De Space Shuttle Main Engines verbranden vloeibare waterstof en vloeibare zuurstof, dat werd opgeslagen in de externe tanks van de Space Shuttle. De vloeibare waterstof en zuurstof werd gebruikt voor de aandrijving tijdens de lancering van de Space Shuttle, ter ondersteuning van de twee krachtiger vastebrandstof hulpraketten en deels voor het Orbital Maneuvering System.
Elk van de drie motoren genereerde een kracht van bijna 1,8 meganewton tijdens de lancering. De motoren waren in staat om een specifieke impuls (Isp) van 453 seconden in een vacuüm of 363 seconden op zeeniveau te leveren (uitlaatsnelheid 4440 m/s, resp. 3560 m/s). Een Space Shuttle Main Engine had in totaal 3200 kilogram massa.
Na iedere vlucht werden de drie SSME's verwijderd uit de Space Shuttle Orbiter en overgebracht naar de Space Shuttle Main Engine Processing Facility (SSMEPF) om geïnspecteerd te worden en, indien nodig, onderdelen te vervangen, ter voorbereiding op hergebruik bij een volgende vlucht.
De motoren konden bij extreme temperaturen werken. De vloeibare waterstof werd bewaard bij een temperatuur van -253 °Celsius. Wanneer dit echter verbrand werd met vloeibare zuurstof dan bereikt de verbrandingskamer een temperatuur van 3300 °C, hoger dan het kookpunt van ijzer. Elke motor verbruikte 1340 liter brandstof per seconde. Als de machine water zou pompen dan zou een zwembad van gemiddelde grootte in 75 seconden leeggepompt zijn. Gecombineerd, zoals bij de lancering, zouden de drie motoren dit in 25 seconden doen.

## RS-25 voor het Space Launch System
Na de laatste spaceshuttlemissie in 2011 besloot het Amerikaans Congres dat NASA een nieuwe serie raketten moest ontwerpen en laten bouwen, die bemande ruimtevaart naar planeten en planetoïden mogelijk moet maken. Deze raketten genaamd Space Launch System (SLS) moesten zoveel mogelijk gebruikmaken van bestaande onderdelen. De eerste rakettrap gebruikt de RS-25D-raketmotoren. Ten tijde van de shuttle werden deze raketmotoren niet maximaal belast opdat er zo min mogelijk schade aan de RS-25 zou ontstaan en hergebruik mogelijk was. Daar het SLS geen herbruikbaarheid vereist maar wel veel hogere snelheden moet bereiken om verder bij de Aarde vandaan te komen dan de shuttle kon zijn de RS-25 raketmotoren in 2015 door Aerojet-Rocketdyne aangepast opdat ze meer stuwkracht kunnen leveren. In vroege conceptontwerpen zou het SLS vijf RS-25's gebruiken. Maar doordat de SLS-upgrades bij zowel de RS-25 als de aangepaste SpaceShuttle-vastebrandstof hulpraketten effectiever uitpakten dan vooraf gedacht, bleek de raket met een RS-25 motor minder over voldoende kracht te beschikken.

### RS-25E & RS-25F
In november 2015 heeft NASA Aerojet-Rocketdyne gecontracteerd voor de ontwikkeling van een RS-25 voor eenmalig gebruik. Deze motoren moeten na 4 SLS missies (wanneer 16 van de 19 RS-25D's op zijn gebruikt) ingezet kunnen worden. Ze moesten vanaf 2024 beschikbaar zijn. Deze nieuwe RS-25E moet minder onderdelen en lasnaden bevatten en met behulp van moderne technieken, zoals 3D-printen en digitale röntgenfotografie, goedkoper vervaardigd worden. Op 13 december 2017 onderwierpen NASA en Aerojet-Rocketdyne voor het eerst een RS-25 met een nieuwe 3D-geprinte pogo-accumulator voor de RS-25E erin aan een “full duration hot-fire-test”. Deze duurde door een probleem met de “test-stand” 70 seconden korter dan gepland maar desondanks werden alle doelen behaald. Op 9 maart 2022 meldde Aerojet Rocketdyne dat ze met de bouw van het eerste productiemodel van de RS-25E waren begonnen. Deze zal voornamelijk voor certificatietests worden gebruikt.
Als de RS-25E klaar voor gebruik is zal worden gewerkt aan een goedkoper te produceren variant die RS-25F zal heten.
Op 1 mei 2020 maakte NASA bekend 18 nieuwe RS-25’s te hebben besteld. Deze kunnen met 30% minder kosten worden vervaardigd. Eerder waren er al zes stuks besteld. Voor deze 24 motoren krijgt Aerojet Rocketdyne 3,5 miljard dollar.
Op 14 december 2022 werd voor het eerst een complete RS-25E gestart. Na 209 seconden werd de test die 500 seconde moest duren voortijdig afgebroken. Het probleem leek niet in de motor maar in de testinstallatie te zitten.

## Werking
De motoren werken als volgt: Brandstof en oxidator komen vanuit de externe brandstoftank de Space Shuttle binnen in de hoofdbrandstofleidingen. Daar worden de brandstof en de oxidator via drie parallelle paden naar elk van de drie motoren gevoerd. In elk pad moeten kleppen geopend worden om de beide stoffen naar de lagedrukbrandstof- (LPFTP) of oxidatorturbopomp (LPOTP) te leiden.
De Low Pressure Oxidizer Turbopump (LPOTP) is een axiaalpomp die verbonden is met een zestraps turbine die aangedreven wordt door vloeibare zuurstof. De pomp verhoogt de druk van de vloeibare zuurstof van 0,7 tot 2,9 MPa (29 bar). Vanuit de LPOTP wordt de vloeibare zuurstof in de High Pressure Oxidizer Turbopump (HPOTP) gevoerd. Door de verhoging van de druk vooraf kan de HPOTP op hoge snelheid werken zonder dat cavitatie optreedt. De LPOTP werkt op ongeveer 5150 toeren per minuut en meet ongeveer 450 mm x 450 mm. Hij is verbonden met de brandstofleidingen en in een vaste positie in de Space Shuttle gemonteerd.
De HPOTP bestaat uit twee centrifugaalpompen (een hoofdpomp en een voorverbranderpomp) welke gemeenschappelijk worden aangedreven door een tweetraps gasturbine. De hoofdpomp, werkend op ongeveer 28120 toeren per minuut, brengt de druk van de vloeibare zuurstof omhoog van 2,9 naar 30 MPa (300 bar). De uit de HPOTP stromende vloeibare zuurstof wordt over verschillende stromen verdeeld, waarvan één stroom de turbine van de LPOTP aandrijft, en een andere stroom door een hoofdafsluiter gaat en in de hoofdverbrandingskamer komt. Een kleine stroom wordt afgetapt naar de oxidatorwarmtewisselaar. Deze stroomt door een klep die voorkomt dat de vloeibare zuurstof de warmtewisselaar in gaat voordat er voldoende warmte, afkomstig uit de afgewerkte gassen van de HPOTP turbine, aanwezig is om het te laten verdampen tot gas. Het gas gaat via een verdeelstuk naar de externe tank waar het de vloeibare zuurstoftank onder druk brengt. Een andere stroom komt in de HPOTP-voorverbranderpomp om de druk van de vloeibare zuurstof te verhogen van 30 tot 51 MPa (510 bar). Het passeert een aantal kleppen en komt uiteindelijk terecht in de brandstofvoorverbrander. De HPOTP meet ongeveer 600 mm x 900 mm en is met flenzen bevestigd aan het heet-gasverdeelstuk.
Een gemeenschappelijke as drijft de HPOTP-turbine en -pompen aan. Als brandstofrijk heet gas in de turbine en vloeibare zuurstof in de hoofdpomp zich zouden vermengen, zou dat gevaarlijk zijn. Om dit te voorkomen zijn de turbine en de pompen van elkaar gescheiden door een ruimte in bedrijf door het Main Propulsion System continu met helium, afkomstig uit de daarvoor aanwezige voorraad, gevuld wordt. Twee pakkingen tussen de ruimte en de turbine enerzijds en de pompen anderzijds voorkomen dat gas of vloeibare zuurstof hier in kunnen lekken. Bij wegvallen van de heliumdruk in deze ruimte schakelt de motor automatisch uit.
Brandstof komt de Space Shuttle binnen via de vloeibare waterstofvoedingsleiding, na passage van een ontkoppelklep. Met behulp van een verdeelstuk wordt de brandstof in drie parallelle stromen naar iedere motor geleid. Een klep, indien geopend, laat toe dat vloeibare waterstof naar de lagedruk brandstofturbopomp (LPFTP) stroomt. De LPFTP is een axiaalpomp die gekoppeld is aan een tweetraps, door gasvormige waterstof aangedreven turbine. Hierdoor wordt de druk van de vloeibare waterstof verhoogd van 0,2 tot 1,9 MPa (19 bar) en vervolgens toegevoerd aan de hogedruk brandstofturbopomp (HPFTP). Door de verhoging van de druk vooraf kan de HPFTP op hoge snelheid werken zonder dat cavitatie optreedt. De LPFTP werkt op ongeveer 16185 toeren per minuut en meet ongeveer 450 mm x 600 mm. Hij is aangesloten op de brandstofleidingen en in een vaste positie aan de Space Shuttlestructuur bevestigd, tegenover de LPOTP.
De HPFTP is een drietraps centrifugaalpomp aangedreven door een tweetraps gasturbine. Hij verhoogt de druk van de vloeibare waterstof van 1,9 naar 45 MPa (450 bar). De HPFTP draait op ongeveer 35360 toeren per minuut. De uitgangsstroom wordt naar en door de hoofdklep gezonden en in drie afzonderlijke stromen verdeeld. Eén stroom gaat naar de mantel van de hoofdverbrandingskamer waar de waterstof gebruikt wordt om de wanden hiervan te koelen. Deze stroom wordt vervolgens van de hoofdverbrandingskamer naar de LPFTP gestuurd waar hij gebruikt wordt om de LPFTP-turbine aan te drijven. Een klein deel van deze stroom wordt naar een voor de drie motoren gemeenschappelijk verdeelstuk gevoerd en vandaar via een enkele leiding naar de externe tank om de vloeibare waterstoftank op druk te houden. De rest van de waterstof wordt via het heet-gasverdeelstuk, waar het zorg draagt voor de koeling, in de hoofdverbrandingskamer gespoten. Een andere stroom vanaf de hoofdbrandstofklep loopt door het mondstuk van de motor om deze te koelen en komt dan samen met de stroom vanaf de koeling van de hoofdverbrandingskamer. Deze gecombineerde stroom wordt dan naar de brandstof- en oxidantvoorverbranders gevoerd. De HPFTP meet ongeveer 550 mm x 1100 mm. Hij is met flenzen bevestigd aan het heet-gasverdeelstuk.
De oxidant- en brandstofvoorverbranders zijn aan het heet-gasverdeelstuk gelast. Brandstof en oxidant komen in de voorverbranders en worden stoichiometrisch gemengd dat een efficiënte verbranding kan ontstaan. De toegevoegde dubbel uitgevoerde vonkontsteker is een kleine ruimte gesitueerd in het centrum van de injector van elke voorverbrander. Deze wordt geactiveerd door de motorbesturing en zet tijdens het starten van de motor de verbranding in de voorverbranders in gang. Na ongeveer drie seconden wordt de vonkontsteker uitgeschakeld en houdt de verbranding in de voorverbranders zichzelf in stand. De voorverbranders produceren het brandstofrijke hete gas dat door de turbines wordt geleid om de hogedrukturbopompen aan te drijven. De gasstroom uit de oxidantvoorverbrander drijft de turbine aan die is verbonden met de HPOTP en de pomp van de oxidantvoorverbrander. De gasstroom uit de brandstofvoorverbrander drijft de turbine aan die is verbonden met de HPFTP.
De snelheid van deze turbines hangt af van de stand van kleppen in de toevoerleidingen naar de oxidant- en brandstofvoorverbranders. Deze kleppen worden bestuurd door de motorbesturing en gebruikt om de hoeveelheid oxidant en brandstof naar de voorverbranders te regelen en daarmee het opgewekte vermogen. De oxidant- en brandstofkleppen zijn gekoppeld en handhaven een constante 6:1-mengverhouding.
Een koelstofklep is gemonteerd op de verbrandingskamer van elke motor. De motorbesturing reguleert de hoeveelheid gasvormig waterstof die als koelmiddel langs de wanden van de verbrandingskamer stroomt en beheert hiermee dus de temperatuur. De koelstofklep is 100% geopend voordat de motor gestart wordt. Als de motor actief is, is de koelstofklep 100% geopend voor motorvermogens van 100 tot 109% voor maximale koeling. Bij motorvermogens van 65 tot 100% staat de klep tussen 66,4 en 100% open voor gereduceerde koeling.
Iedere verbrandingskamer ontvangt brandstofrijk heet gas vanuit het koelsysteem van een heet-gasverdeelstuk. Het gasvormige waterstof en de vloeibare zuurstof komen de verbrandingskamer binnen via een injector die beide stoffen mengt. De binnenzijde van elke verbrandingskamer, alsmede de binnenzijde van de mondstukken, wordt gekoeld door vloeibare waterstof die door gesoldeerde roestvaststalen pijpen langs de wanden stroomt. Het mondstuk is een belvormige uitbreiding die met bouten bevestigd is aan de verbrandingskamer. Het mondstuk is 2,90 meter lang en de uitwendige diameter van de uitlaat is 2,40 meter. Een aan de voorzijde van het mondstuk gelaste ring is het bevestigingspunt van de motor aan het hitteschild van de Space Shuttle. Hittebescherming is noodzakelijk vanwege de blootstelling van delen van het mondstuk aan hitte tijdens de lancering, opstijging, vlucht en terugkeer tijdens een missie.
De vijf brandstofkleppen op elke motor worden hydraulisch bediend en bestuurd door elektrische signalen afkomstig van de motorbesturing. Zij kunnen volledig gesloten worden door gebruik te maken van de heliumvoorraad in het Main Propulsion System (MPS) dat als een reservesysteem voor het hydraulische systeem fungeert.
De hoofdoxidantklep en de brandstofontluchtingsklep worden gebruikt na uitschakeling van de motor. De hoofdoxidantklep wordt geopend tijdens het lozen van brandstof om overtollige vloeibare zuurstof via de motor overboord af te voeren. De brandstofontluchtingsklep wordt geopend om achtergebleven vloeibare waterstof via de vulopening te laten ontsnappen. Nadat alle overtollige oxidant en brandstof is geloosd worden de kleppen gesloten en blijven dit tijdens de rest van de missie.
Een cardanisch lager is gemonteerd aan de hoofdinjector en de belvormige uitlaat en is de verbinding tussen de aandrijving en de shuttle. Het lager meet ongeveer 290 mm x 110 mm.
De LPOTP en de LPFTP zijn onder een hoek van 180 graden ten opzichte van elkaar aan de achterste aandrijfconstructie van de shuttle bevestigd. De leidingen van de lagedrukturbopompen naar de hogedrukturbopompen zijn flexibel uitgevoerd waardoor de LPOTP en de LPFTP vast aan de shuttle kunnen blijven, terwijl de rest van de motor kan bewegen om de richting van de aandrijfdruk te kunnen sturen.
Een belangrijke innovatie was het inbouwen van een geïntegreerde motorbesturing in de motoren zelf. Deze digitale computer (in eerste instantie opgebouwd uit twee Honeywell HDC-601-computers maar later vervangen door twee dubbel uitgevoerde Motorola 68000-processors, waardoor er vier M68000's per motorbesturing beschikbaar zijn) heeft twee taken: het besturen van de motor en de verbrandingsprocessen en het controleren van zichzelf. Deze oplossing vereenvoudigde de bedrading tussen de motoren en shuttle aanzienlijk omdat alle sensoren en actuatoren direct aan de motorbesturing gekoppeld konden worden. Een speciaal voor de motorbesturing ontworpen systeem vereenvoudigt tevens het programmeren van deze besturing en heeft inmiddels zijn betrouwbaarheid bewezen.
Twee onafhankelijke, dual-CPU-computers, A en B, vormen de motorbesturing, waardoor één systeem altijd als reserve kan fungeren. Bij het uitvallen van systeem A wordt automatisch overgeschakeld op systeem B zonder invloed te hebben op het operationele vermogen. Bij het uitvallen van systeem B wordt de motor gecontroleerd uitgeschakeld.
In elk systeem (A en B) werken de twee M68000's in "lock-step", waardoor elk systeem fouten kan detecteren door de TTL-signalen van de databussen van de twee M68000's te vergelijken. Als er verschillen worden geconstateerd wordt een interrupt gegenereerd en de controle overgedragen aan het andere systeem. Omdat er kleine verschillen zijn tussen de M68000's van Motorola en die van de tweede fabrikant, TRW, gebruikt elk systeem M68000's van dezelfde fabrikant (bijvoorbeeld systeem A heeft twee Motorola-processors en systeem B twee van TRW).
Het geheugen dat gebruikt wordt is van het "plated-wire"-type, dat op dezelfde wijze werkt als ferrietkerngeheugen en data bewaart, zelf als de voedingsspanning wordt afgesloten. (Tijdens het onderzoek naar de ramp met ruimteveer Challenger werd het geheugen geborgen vanaf de zeebodem en overgedragen aan Honeywell voor onderzoek en analyse. Ondanks dat het geheugen geruime tijd in zout water had gelegen, kon na schoonmaken en het uitvoeren van enige kleine reparaties de inhoud van het geheugen gelezen worden en gebruikt worden bij het forensisch onderzoek naar de ramp.)

## Afgeleiden

### STME
De Space Transportation Main Engine (STME) was een motor die werd ontwikkeld als hoofdmotor voor het National Launch System, een geannuleerde serie draagraketten voor eenmalig gebruik die onder president George H.W. Bush werd ontwikkeld en gebaseerd zou worden op de rakettechniek van de Spaceshuttle. Deze motor moest een simpeler versie van de RS-25 worden. President Bill Clinton annuleerde de STME en die werd niet uitontwikkeld maar de opgedane kennis vormde de basis voor de ontwikkeling van de Rocketdyne RS-68 die de Delta IV-raket voortstuwde.

### AR-22
Voor de XS-1 Phantom Express, een kruising tussen een onbemand, hypersonisch vliegtuig en een draagraket die Boeing in opdracht van het DARPA ontwikkelde om er lichte militaire satellieten mee te lanceren, heeft Aerojet Rocketdyne raketmotoren ontwikkeld. Hierin werden overgebleven reserve-onderdelen van eerdere uitvoeringen van de RS-25 gebruikt. Deze motor werd AR-22 genoemd. Er werden in eerste instantie twee van deze motoren gebouwd.
In juli 2018 heeft Aerojet-Rocketdyne met succes een tiendaagse static fire campagne uitgevoerd waarbij een AR-22 elke 24 uur op vol vermogen vuurde met slechts licht tussentijds onderhoud om zodoende de snelle herbruikbaarheid van de motor aan te tonen. Boeing is op 22 januari 2020 per direct uit het XS-1 programma gestapt en DARPA gaf het project daarna op. Er is dus geen doel meer voor de AR-22.

## Trivia
- Bij het verbranden van waterstof wat een reactie met zuurstof aangaat is de uitstoot waterdamp. Bij het langdurig testen van grote waterstofverbrandende raketmotoren zoals de RS-25 en de RS-68 komt tijdens deze zogenaamde "full duration hot fire test" er zoveel waterdamp in de lucht dat deze test meestal wordt gevolgd door een lokale regenbui waarbij de afkoelende en condenserende waterdamp uit de lucht valt.[8]
- Voor het Spaceshuttleptogramma werd tussen 1975 en 2009 op het Stennis Space Center 2307 keer een RS-25 aan een hotfiretest onderworpen.